# Келтер, Алев
Лейла Алев Келтер (англ. Leyla Alev Kelter; род. 21 марта 1991, Тампа, Флорида) — американская регбистка, выступающая на позиции центра за женские сборные США по регби и регби-7; в прошлом хоккеистка и футболистка, дважды чемпионка мира по хоккею с шайбой среди девушек не старше 18 лет (2008 и 2009 годы). Участница летних Олимпийских игр 2016 и 2020 в составе женской сборной США по регби-7.

## Семья
Отец — лётчик ВВС США Скотт Келтер, скайдайвер и член команды по скайдайвингу «Wings of Blue» (98-я учебная эскадрилья при Академии ВВС США). Мать — Лейла Келтер. Есть сестра-близнец Дерья (англ. Derya Kelter), старший брат Эрол и младший брат Эврен. Среди своих хобби называет хождение в походы, пикники, скалолазание, рыбалку, сёрфинг, фотографию, рисование и просмотр кино.
Келтер выросла в Анкоридже (Аляска). Окончила Висконсинский университет в Мадисоне, получив степень бакалавра в области гуманитарных наук. В интервью 2021 года для USA Hockey она заявила, что намерена получить степень магистра в университете. Проживает в Игл-Ривер (Аляска). Своим спортивным кумиром называет регбистку Джиллион Поттер.

## Карьера хоккеистки
Алев занималась хоккеем с шайбой с детства, посещая подготовительный лагерь USA Hockey в 2005—2006 и 2008 годах, играла за «Анкоридж Норт Старз», выиграв с ней чемпионат Аляски в сезоне 2006/2007 (19 очков, 8 шайб и 11 ассистирований). Во время учёбы в Висконсинском университете Келтер стала играть на позиции защитницы в команде «Висконсин Бэджерс», со своей сестрой играла вместе в 2009—2011 годах за эту команду. Алев Келтер попадала в символическую сборную студенческого чемпионата WCHA в сезонах 2010/2011 и 2012/2013, а также в символическую сборную турнира Frozen Four в сезоне 2010/2011. Всего сыграла 81 матч в чемпионате WCHA, забросив 15 шайб и отдав 14 голевых передач.
В 2008 году она попала в заявку сборной США на чемпионат мира среди девушек не старше 18 лет, проходивший в Калгари. Американки выиграли турнир, а Келтер отметилась шестью голевыми передачами, набрав показатель полезности «+11». В том же году участвовала в серии матчей сборных до 18 лет против Канады. Через год на чемпионате мира в немецком Фюссене американки защитили титул, выиграв все матчи с суммарным счётом 58:4: Келтер, которая была капитаном той команды, набрала 8 очков благодаря пяти заброшенным шайбам и 3 голевым передачам. Её итоговый показатель полезности на турнире составил «+17», а сама Алев получила также приз лучшей защитницы на чемпионате мира. У неё была мечта сыграть на Олимпиаде в Сочи в составе американской сборной.

## Карьера футболистки
Параллельно с карьерой хоккеистки, Алев играла в футбол за команду университета «Висконсин Бэджерс». В 2008 году получила приз как лучшая футболистка года от компании Gatorade, а также была признана лучшей спортсменкой по версии Daily News. Она выиграла чемпионат штата по футболу в 2007 году. Провела несколько матчей за женскую сборную США из девушек не старше 20 лет, в связи с чем вынуждена была пропускать начало трёх хоккейных сезонов 2009/2010, 2010/2011, 2011/2012.

## Карьера регбистки
В регби Алев позвал тренер женской сборной США по регби-7 канадец Рик Саггит: он предложил ей позаниматься в Олимпийском и паралимпийском учебном центре США в Чула-Висте (Калифорния) в 2013 году. В 2014 году состоялся дебют Алев за женскую сборную по регби-7 на этапе Мировой серии в Гуанчжоу, а в 2015 году она выступила на Панамериканских играх в Торонто, завоевав со сборной по регби-7 серебряные медали Игр.
В 2016 году состоялся дебют Алев на Олимпиадах, и именно она набрала первые очки американок на Олимпийских играх, занеся в матче против Фиджи попытку на 10-й минуте (американки, однако, проиграли 7:10). Американская сборная заняла на турнире 5-е место, а Алев в 6 играх набрала 33 очка, занеся 5 попыток и забив 4 реализации из 6. 22 ноября того же года она провела первый матч в составе сборной по регби-15 против француженок (поражение 10:36).
В 2017 году Келтер попала в заявку сборной США на чемпионат мира в Ирландии, на котором американки заняли 4-е место. В том же году из-за травмы шеи Келтер пропустила значительную часть сезона.
В 2018 году Келтер выступила с командой на чемпионате мира по регби-7 в Сан-Франциско и заняла 4-е место. В сезоне 2018/2019 завоевала серебряную медаль Мировой серии по регби-7 среди женщин в общем зачёте: за свою карьеру выступлений в Мировой серии выиграла её этапы в Биаррице и в Глендейле (оба в 2019 году). В Мировой серии по регби-7 по состоянию на конец сезона 2019/2020 Алев сыграла 177 матчей и набрала 802 очка, занеся 93 попытки, получив 12 раз жёлтую карточку (двухминутное удаление) и 2 раза красную карточку (удаление до конца матча).
В 2021 году Алев сыграла в составе сборной США на летних Олимпийских играх в Токио. Она сыграла 6 матчей, набрав всего 2 очка (реализация против Китая). С командой она заняла 6-е место.

## Стиль игры
В регби-7 она выступает на позициях пропа и центра. По оценке самой Алев, ей приходится очень много работать в «тройках», как в хоккее с шайбой, и участвовать активно в силовой борьбе; во многом ей помогают физическая сила и игровые навыки, приобретённые во время выступлений в хоккее с шайбой и футболе.